# Gregory Jbara
Gregory John Jbara (* 28. September 1961 in Wayne County, Michigan) ist ein US-amerikanischer Schauspieler. Er ist vor allem durch die Rolle des Garrett Moore in Blue Bloods – Crime Scene New York bekannt.

## Leben und Karriere
Jbara wurde in Nankin Township (heute Westland), einem Vorort von Detroit in Michigan, als Sohn von Joan Margaret, einer Versicherungskauffrau, und John James Jbara, einem Werbebüroleiter, geboren. Sein Bruder Mike ist Chef eines Musikverlages, sein zweiter Bruder Dan Jbara ist Fernsehproduzent und seine Schwester Judy arbeitet als Aufsichtsbeamtin in der Finanzbranche. Er ist väterlicherseits libanesischer und mütterlicherseits irischer Abstammung. Nach seinem Schulabschluss an der Wayne Memorial High School in Wayne studierte Jbara von 1979 bis 1981 an der University of Michigan im Hauptfach Kommunikationswissenschaften und im Nebenfach Physik. Zusätzlich nahm er Theaterunterricht. Er verließ die Uni, um an der Juilliard School in New York City von 1982 bis 1986 Schauspiel zu studieren. Dieses Studium schloss Jbara mit dem Bachelor of Fine Arts ab.
1988 war er erstmals in einem Stück am Broadway zu sehen. Dabei spielte er in Serious Money mit Alec Baldwin und Kate Nelligan. Es folgten weitere Auftritte am Broadway und am Theater. An seiner Junior High war er an Musical-Aufführungen beteiligt und ist im Laufe seiner Bühnenkarriere am Broadway auch in Musicals aufgetreten. Dafür erhielt er beträchtliche Anerkennung wie 1995 in Victor/Victoria, 1997 in dem mit sechs Tony Awards ausgezeichneten Chicago, 2000 in Wonderful Town oder 2005 in Dirty Rotten Scoundrels.

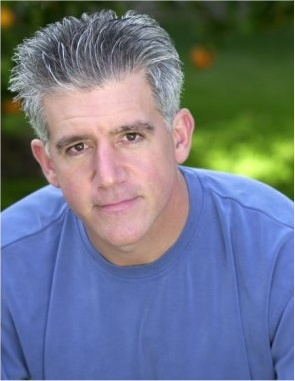
Porträt von Gregory Jbara

Seit Ende der 1980er Jahre ist Jbara in Filmen in Nebenrollen und in vielen Fernsehserien in Gastrollen zu sehen. So war er 1997 in dem Film In & Out von Regisseur Frank Oz zu sehen. 1999 war er in zwei Folgen von Frasier dabei, 2001 in der Sitcom Malcolm mittendrin und 2002 in der Filmkomödie Meine ersten zwanzig Millionen. 2002 bis 2005 war er in der Sitcom Keine Gnade für Dad zu sehen, 2003 in einer Folge der Politserie The West Wing – Im Zentrum der Macht und 2004 war er in einer Episodenrolle bei Friends neben Matt LeBlanc zu sehen. Bei Monk spielte er 2008 mit. 2009 wurde er für seine Rolle in dem mehrfach prämierten Broadway-Musical Billy Elliot mit einem Tony Award als Bester Nebendarsteller in einem Musical ausgezeichnet. 2010 war er in Remember Me – Lebe den Augenblick zu sehen. Eine weitere Episodenrolle hatte er 2011 in Nurse Jackie.
Größere Bekanntheit erhält er seit 2010 durch die Darstellung des DCPI Garrett Moore in der CBS-Polizeiserie Blue Bloods – Crime Scene New York an der Seite von Tom Selleck. 2023 spielte er in dem Oscar-nominierten Historienfilm Oppenheimer den US-Politiker Warren G. Magnuson.
Jbara war bis 1996 mit der Schauspielerin Rebecca Luker verheiratet. Er lebte bis 1997 in New York City. Seit Dezember 1997 ist er mit Julie Victoria Derham verheiratet und lebt in Los Angeles. Sie haben die zwei gemeinsamen Kinder Zachary und Aidan.

## Filmografie
- 1987: Newhart (Fernsehserie, 1 Folge)
- 1988: Das Haus in der Carroll Street (The House on Carroll Street)
- 1988: Crocodile Dundee II
- 1991: Familienchaos
- 1995: Jeffrey
- 1996: Tage wie dieser … (One Fine Day)
- 1997: In & Out
- 1998: The Closer (Fernsehserie, 1 Folge)
- 1998: Cybill (Fernsehserie, 1 Folge)
- 1998: Drew Carey Show (The Drew Carey Show, Fernsehserie, 2 Folgen)
- 1998: Susan (Suddenly Susan, Fernsehserie, 1 Folge)
- 1999: Schlaflos in New York (The Out-of-Towners)
- 1999: Ein Sommernachtstraum (A Midsummer Night’s Dream)
- 1999: Frasier (Fernsehserie, 2 Folgen)
- 1999, 2008: Family Guy (Fernsehserie, Stimmen, Folge 2x01 und Folge 7x03)
- 1999–2000: Rocket Power (Fernsehserie, Stimme, 5 Folgen)
- 2000: Cement
- 2000: Yes, Dear (Fernsehserie, 1 Folge)
- 2000–2001: That's Life (Fernsehserie, 3 Folgen)
- 2001: Malcolm mittendrin (Malcolm in the Middle, 1 Folge)
- 2001: Ally McBeal (Fernsehserie, 1 Folge)
- 2002: Meine ersten zwanzig Millionen (The First $20 Million Is Always the Hardest)
- 2002: Crossing Jordan – Pathologin mit Profil (Fernsehserie, 1 Folge)
- 2002–2005: Keine Gnade für Dad (Grounded for Life, Fernsehserie, 9 Folgen)
- 2003: The West Wing – Im Zentrum der Macht (Fernsehserie, 1 Folge)
- 2003: Ein Hauch von Himmel (Touched by an Angel, Fernsehserie, 1 Folge)
- 2003: Without a Trace – Spurlos verschwunden (Fernsehserie, 1 Folge)
- 2003: Touch 'Em All McCall (Fernsehfilm)
- 2004: The Tracy Morgan Show (Fernsehserie, 1 Folge)
- 2004: Friends (Fernsehserie, 1 Folge)
- 2004: The Sure Hand of God
- 2004: Disney Sing Along Songs: Home on the Range – Little Patch of Heaven
- 2004: Century City (Fernsehserie, 1 Folge)
- 2004: Gingers Welt (Fernsehserie, Stimme, 1 Folge)
- 2004: Beverly Hills S.U.V. (Fernsehfilm)
- 2005: Higglystadt Helden (Higglytown Heroes, Fernsehserie, Stimme, 1 Folge)
- 2006: Conviction (Fernsehserie, 1 Folge)
- 2006: Ira & Abby
- 2006: World Trade Center
- 2006: Twenty Good Years (Fernsehserie, 1 Folge)
- 2007: Fantastic Movie
- 2007: The Unit – Eine Frage der Ehre (Fernsehserie, 1 Folge)
- 2007: Come on Over (Fernsehserie, 2 Folgen)
- 2008: Out of Step (Kurzfilm)
- 2008: Monk (Fernsehserie, 1 Folge)
- 2008, 2009, 2011: American Dad (Fernsehserie, Stimmen, 3 Folgen)
- 2008: Exit Speed
- 2010: Remember Me – Lebe den Augenblick
- 2010: Law & Order (Fernsehserie, 1 Folge)
- 2010: Glenn Martin DDS (Fernsehserie, Stimme, 1 Folge)
- 2010–2024: Blue Bloods – Crime Scene New York (Fernsehserie)
- 2011: The Cleveland Show (Fernsehserie, Stimme, 1 Folge)
- 2011: Nurse Jackie (Fernsehserie, 1 Folge)
- 2011: Treme (Fernsehserie, 1 Folge)
- 2012: Der Ruf der Wale (Big Miracle)
- 2013: Broken City
- 2014: Infiltrators
- 2014: The Other Hef (Fernsehserie, 11 Folgen)
- 2014: Trust Me
- 2019–2023: Adventures in Odyssey (Fernsehserie, Stimme, 10 Folgen)
- 2023: Oppenheimer
- 2023: Alien Intervention

## Theater
- 1988: Serious Money (Broadway)
- 1989: Born Yesterday (Broadway)
- 1989: Privates On Parade (Billy Rose Theatre Division)[11]
- 1994: Damn Yankees (Broadway)
- 1995: Victor/Victoria (Broadway-Musical)
- 1996: Chicago (Broadway Revival)
- 1997: Chicago (US National Tour)
- 2000: Wonderful Town (Broadway-Musical)
- 2005: Dirty Rotten Scoundrels

(Broadway-Musical)
- 2008: Billy Elliot the Musical (Broadway-Musical, Imperial Theatre)